# Władimir Riabow
Władimir Pawłowicz Riabow (erzja Владимир Павлович Рябов, ros. Владимир Павлович Рябов; ur. 1 kwietnia 1900 w Łobaskach, zm. w maju 1938 w Sarańsku) – Rosjanin narodowości Erzja, agronom, tłumacz dzieł rosyjskich XIX wieku. Przetłumaczył między innymi konstytucję ZSRR na język erzja.

## Życiorys

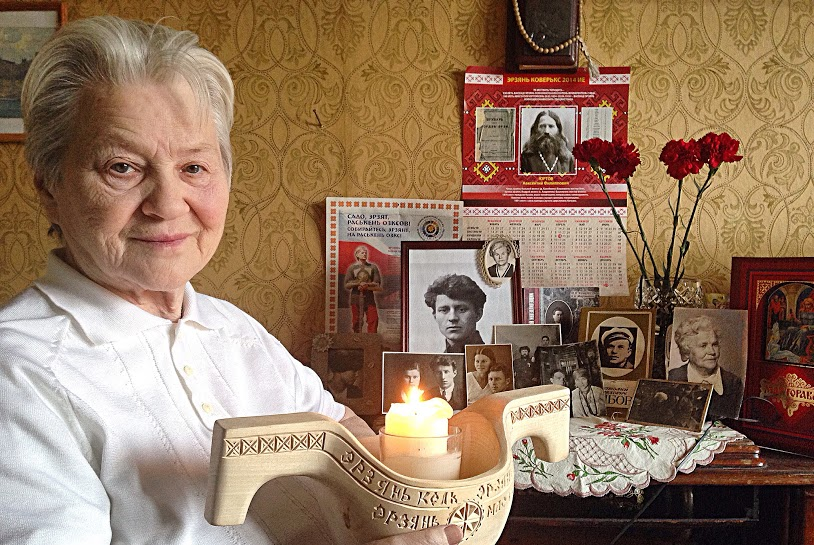
Galina Popowa (z domu Riabowa) czci pamięć swojego ojca Władimira Riabowa i innych Erzjów w Dniu Mastorawy

1918 – po ukończeniu szkoły pracował jako robotnik w Tomsku.
1924–1927 – student wydziału roboczego na Moskiewskim Uniwersytecie Państwowym im. M.N. Pokrowskiego (ros. Московский государственный университет им. М. Н. Покровского, obecnie Moskiewski Uniwersytet Państwowy im. M.W. Łomonosowa).
1928–1932 – studiował na Moskiewskim Uniwersytecie Państwowym im. M.W. Łomonosowa.
1931, lato – uczył agronomii i inżynierii mechanicznej na kursie traktora. Poznał swoją przyszłą żonę Annę, która uczyła rosyjskiego.
1933 – ożenił się i przeprowadził się z rodziną do Sarańska.
1933–1937 – był wykładowcem na Moskiewskiej Akademii Rolniczej im. K. A. Timiriaziewa, aktywnie współpracował z Mordwińskim wydawnictwem książek. Po pewnym czasie objął stanowisko redaktora i kierował działem literatury rolniczej zajmującym się tłumaczeniami.
1935, grudzień – delegat organizacji literackiej na pierwszym kongresie poetów-tłumaczy.
1937, czerwiec – aresztowany przez NKWD.
1938, maj – torturowany w więzieniu w Sarańsku.
1956 – zrehabilitowany pośmiertnie przez samych komunistów.